# Afronatrix anoscopus
Afronatrix anoscopus is een slang uit de familie toornslangachtigen (Colubridae) en de onderfamilie waterslangen (Natricinae).

## Naam en indeling
De wetenschappelijke naam van de soort werd voor het eerst voorgesteld door Edward Drinker Cope in 1861. Het is de enige soort uit het monotypische geslacht Afronatrix. De slang werd eerder aan andere geslachten toegekend, zoals Helicops en Tropidonotus.

## Verspreiding en habitat
De soort komt voor in delen van westelijk Afrika en leeft in de landen Liberia, Sierra Leone, Senegal, Ivoorkust, Burkina Faso, Guinea, Mali, Nigeria, Kameroen, Ghana, Togo en Benin. De habitat bestaat uit vochtige tropische en subtropische berg- en laaglandbossen, savannen, scrublands en draslanden. Ook in door de mens aangepaste streken zoals plantages kan de slang worden aangetroffen.

## Beschermingsstatus
Door de internationale natuurbeschermingsorganisatie IUCN is de beschermingsstatus 'veilig' toegewezen (Least Concern of LC).